# Вулиця Любінська
Ву́лиця Лю́бінська — вулиця у Залізничному та Франківському районах міста Львова, одна з магістральних вулиць міста. Пролягає від початку вулиці Кульпарківської в районі Приміського залізничного вокзалу й до будівлі Міжнародного аеропорту «Львів» імені Данила Галицького, утворюючи перехрестя з вулицями Народною, Теофіла Копистинського, Окружна, Дмитра Яворницького, Симона Петлюри та Івана Виговського.
Прилучаються вулиці Спокійна, Кондукторська, Канівська, Зоряна, Вагонна, Вулиця Підміська, Бабія, Караджича, Віталія Сапила, Михайла Кричевського та Ряшівська.

## Історія
Дорогу на місці сучасної вулиці Любінської можна побачити ще на плані Львова 1825 року, вона починалася від Городоцької рогатки та вела за межі міста. У середині XIX століття зафіксовано її назву — Боґданівка — від назви місцевості, де пролягала ця дорога. Під час першого масового перейменування львівських вулиць у 1871 році її перейменували на Любінську дорогу (пол. Droga Lubieńska), адже вулиця прямувала до містечка Великий Любінь.
Після війни, у 1944 році Любінська дорога була перейменована на вулицю Любінську. У 1985 році ділянка вулиці від вулиці Окружної до аеропорту «Львів» отримала назву проспект Перемоги, на честь 40-ліття перемоги радянського народу у німецько-радянській війні, про що було зроблено анотаційний надпис на будинку, розташованого на розі проспекту Перемоги та вулиці Терешкової. Цікаво, що після цього часткового перейменування будинки по проспекту Перемоги зберегли стару нумерацію. У 1950-х роках наприкінці проспекту, під час будівництва аеропорту, облаштували невелику площу перед центральною будівлею останнього.
На початку 1990-х років Львівська міська рада повернула проспекту Перемоги стару назву — вулиця Любінська.

## Транспорт
На початку 1970-х років, у зв'язку із розбудовою житлового масиву на Сигнівці та Скнилівку, було розширено проїжджу частину вулиці Любінської з двох до чотирьох смуг. Завдяки цьому вулиця має добре транспортне сполучення, передусім тролейбусне — маршрут № 29, який курсує вулицею у напрямку центру міста, до вул. Університетської. Від перехрестя з вул. Виговського курсують тролейбусні маршрути № 23 — у напрямку автовокзалу, що на вул. Стрийській. Тролейбусний маршрут № 9 був відкритий у листопаді 1966 року, з нагоди 49-ї річниці Жовтневого перевороту. Від 1 липня 2019 року змінилася нумерація тролейбусних маршрутів у Львові. Згідно з цими змінами, колишній тролейбусний маршрут № 9 став № 29. Станом на жовтень 2024 року вулицею курсує лише тролейбусний маршрут № 30, що сполучає вулиці Університетську та Ряшівську.
Також вулиця Любінська має чимало автобусних маршрутів, відповідно до нової транспортної схеми, яка була запроваджена у Львові у 2012 році тут курсують міські автобуси №№ 16, 92 та маршрутні таксі №№ 25, 33, 51, а також приміські маршрути № 138, 185, що сполучає села Зимна Вода, Лапаївка та місто Городок зі Львовом. У 2024 році доданий міський автобус № 48, що сполучає вул. Любінську з ринком «Галицьке перехрестя».

## Забудова
У забудові вулиці представлені класицизм, сецесія, але переважно це конструктивізм, а також масова забудова радянського періоду. За перехрестям з вулицею Виговського, з лівого боку дороги на аеропорт, збереглася стара садибна забудова вулиці, до якої прилягає Скнилівський парк.
До середини XX століття вулиця забудовувалася малоповерховими приватними будинками, від яких збереглися кілька цікавих взірців історизму та функціоналізму, зокрема, будинок № 37. Біля перехрестя із сучасною вулицею Копистинського на початку XX століття розташовувалися порохові склади австрійського війська. У 1950-х роках на території колишніх складів, при вул. Пороховій, 1, облаштували спортивну арену — стадіон ВО «Кінескоп». У 2010-х роках на місці стадіону споруджено сучасний житловий комплекс «Авалон Гарден» (вул. Порохова, 20). З іншого боку, на розі із вулицею Народною розташований стадіон «Львівсільмаш», який до 1939 року належав Робітничому клубові спортивному, а протягом 1961—1962 років тут виступала футбольна команда «Сільмаш» — попередниця львівських «Карпат».
У 1960-х роках середня частина вулиці Любінської почала забудовуватися типовими п'ятиповерховими панельними будинками — «хрущовками». У 1970-х роках звели кілька дев'ятиповерхівок, облицьованих білою силікатною цеглою.
Наприкінці парної сторони вулиці у 1970-х роках спорудили мікрорайон «Сріблястий», забудований типовими серійними будинками.
Станом на початок XXI століття вулиця Любінська — в десятці найзаселеніших вулиць міста, у 2016 році тут мешкало приблизно 9,9 тис. осіб.

## Будинки

Церква Вознесіння Господнього

№ 4 — за радянських часів — гуртожиток для робітників заводу Львівсільмаш. У роки незалежності перебудували у житловий будинок. У цій будівлі працювали відділення поштового зв'язку № 15, відділення ПАТ «Райффайзен Банк Аваль», а також на третьому поверсі будинку міститься дитячо-юнацька спортивна школа «Автомобіліст». 10 серпня 2018 року в приміщенні колишнього відділення поштового зв'язку № 15 відкрився магазин мережі міні-маркетів «Близенько».
№ 6 — хостел «Любінь», мистецька школа Маріанни Ільків «ILkivSchool», аптека «D.S.». Цю адресу за радянських часів мав дитячий садок.
№ 53 — будівлі метеорологічної станції львівського аеропорту. У 1930-х роках вона розташовувалася з іншого боку вулиці Любінської, але у 1950-х роках розташування метеостанції спричинило авіакатастрофу — військово-транспортний літак Лі-2 зачепив крилом одну з двох металевих радіовеж та розбився.
№ 83 — церква Вознесіння Господнього. На місці, храму спочатку постала каплиця, яку 22 листопада 1998 року освятив митрополит Львівський і Сокальський УПЦ (КП) Андрій. Від тоді почала функціонувати релігійна громада. 9 червня 2000 року відбулося освячення місця під будівництво нового храму та символічне закладення каменю (нині він зберігається у вівтарі святині), на якому розміщено напис із зазначенням імені архієрея, настоятеля і дати започаткування будівництва церкви. Зводили церкву за проєктом архітектора І. Гнеся і освятили 22 листопада 2009 року. Нині храм належить до Православної церкви України.
№ 89в — навчально-виховний комплекс «Один, два, три».
№ 92 — «Будинок меблів» — перший у Львові спеціалізований магазин-салон з продажу меблів, збудований 1985 року за проєктом архітекторів Сергія Зем'янкіна, Миколи Столярова, Зіновія Підлісного та інженера Я. Крука.
№ 93 — будівля колишнього кінотеатру, спорудженого у 1978 році, за переробленим типовим проєктом, архітектора Людмили Нівіною. Спочатку був названий «Жовтень» й на ті часи був найбільшим кінокомплексом у Львові — площею близько 3000 м², глядацькою залою на 800 місць, із площею перед будівлею, з правого боку якої розмістили рекламну конструкцію для анонсів кінострічок. На початку 1990-х років відбувся занепад кінопрокатної індустрії, кількість сеансів різко скороnилася. Саме у той час кінотеатр перейменований на «Галичину». Від 1992 року заклад перебував у власності територіальних громад Львівщини, а його зал здавався в оренду для проведення різного роду масових заходів. Останній такий захід відбувся 2003 року. У березні 2005 року споруду виведено з комунальної власності та приватизовано. У фоє кінотеатру розпочав роботу радіоринок. Разом на першому поверсі тоді тривалий час співіснували радіоринок, гральні автомати та одна діюча білетна каса. Пізніше радіоринок було перенесено на стадіон «Торпедо», а від 2002 року кінотеатр остаточно припинив свою роботу. У 2007 році на одному з засідань ЛМР було розглянуто містобудівне обґрунтування розташування у будівлі колишнього кінотеатру готельно-розважального комплексу. Наприкінці літа 2013 року й сама будівля була знесена будівельною компанією UDG, хоча за проєктом повинна була проведена реконструкція цієї будівлі з надбудовою під офісні приміщення в межах тих розмірів, в яких вона перебувала на початок 2014 року. Згідно виданих містобудівних умов та обмежень, на місці колишнього кінотеатру мав постати цілий комплекс. У цьому комплексі буде приблизно 200 паркомісць, діятимуть чотири кінотеатри, дитячий центр та торгові приміщення. Буде три поверхи офісних приміщень, все решта — квартири. Станом на жовтень 2024 року будівельні роботи тривають.
№ 93а — приміщення львівських гімназії «Євшан» та середньої загальноосвітньої I-III ступенів школи № 40 (№ 93-Б).
№ 100 — триповерховий будинок комбінату громадського харчування, споруджений у 1978 році. До складу будівлі входили магазин кулінарії, кафе-бар, їдальня, ресторан «Молодіжний» (архітектор В. Левіна). Популярний за радянських часів ресторан «Молодіжний» у 1990-х роках перейменували на «Едельвейс». На першому поверсі будівлі за радянських часів містився магазин кулінарії, нині — магазин «Світ секонд-хенду» та магазин мережі «Аврора», у підвалі міститься магазин будівельних товарів.
№ 144 — ресторан «Шекспір», споруджений у 2003—2004 роках на місці приватної садиби. Ресторан закрився у листопад1 2021 року через пандемію коронавірусної хвороби. Замість ресторану «Шекспір» власники планують звести будівлю з офісними приміщеннями, готелем та рестораном. У проєктованій новобудові на першому поверсі планують облаштувати кафе або ресторан під назвою «Шекспір».
№ 168 — комплекс будівель аеропорту «Львів», збудований у 1955 році. У 2012 році відкрилися: відремонтоване старе приміщення аеропорту «Львів» та новозбудований термінал А, який отримав назву — Міжнародний аеропорт «Львів» імені Данила Галицького.
№ 168а — п'ятиповерховий будинок, збудований у 1988—1992 роках за проєктом архітекторів М. Столярова та Ю. Процюка, як готель «Тустань», що обслуговував екіпажі та пасажирів літаків і перебував на балансі державного підприємства «Міжнародний аеропорт «Львів». Готель відповідає рівню одної зірки або ж економ-класу. У рамках підготовки до фінальної частини «Євро-2012» планувалося проведення ремонту та реконструкції приміщень готелю, а у лютому 2012 року його закрили на реконструкцію, а у червні того ж року прибудова до готелю обвалилася. 16 листопада 2018 року на засіданні виконавчого комітету ЛМР погодили містобудівні умови та обмеження на проєктування даного об'єкту будівництва, якими передбачено, що допустима висота споруд не має перевищувати 24 метри. Роботи проводитиме Міжнародний аеропорт «Львів» імені Данила Галицького.
№ 191а — триповерхова будівля, на першому поверсі розташований ресторан «Сателіт». У 2001-2009 роках офісну частину будівлі займала телекомунікаційна компанія «Аркада-Х», під час будівництва нового терміналу (термінал А) міжнародного аеропорту «Львів» імені Данила Галицького — офіс будівельної корпорації «Альтіс-Холдінг», а віднедавна їх займає офіс центру продажу оздоблювальних матеріалів «Домус-Деко».
№ 191б — від радянських часів тут розташована автостоянка № 9 Львівської обласної організації Всеукраїнської спілки автомобілістів. ПП «Галмодерн» на місці автостоянки планує збудувати офісний центр та готель з рестораном та конференц-залом. В обидвох будівлях планують облаштувати підземні паркінги, а висота будівель не має перевищувати 28 метрів. Відповідні містобудівні умови та обмеження погодили під час засідання виконавчого комітету ЛМР 27 червня 2019 року. Наразі забудовник веде перемовини з представниками міжнародної мережі готелів «Hilton Hotels & Resorts» щодо облаштування їхнього готелю у проєктованій новобудові.